# Otfried Büsing
Otfried Büsing (* 29. November 1955 in Delmenhorst) ist ein deutscher Komponist und Professor für Musiktheorie.

## Leben
Erste Kompositionsversuche unternahm Büsing bereits im Grundschulalter, ausgehend von Improvisationen am Klavier. Nach dem Abitur studierte er an der Musikhochschule Hannover und erlangte Abschlüsse in den Fächern Kirchenmusik (A), Schulmusik, Musiktheorie und Komposition (Meisterklasse Alfred Koerppen). Im Anschluss daran übte er in den 1980er Jahren Lehrtätigkeiten an der Musikhochschule Hannover (Orgelimprovisation) und der Hochschule für Musik Detmold (Dozent für Musiktheorie) aus. Im Jahre 1991 übernahm er eine Professur für Musiktheorie an der Hochschule für Musik Freiburg, wo er seither lebt und arbeitet. Er ist mit der Kantorin und Konzertorganistin Jakoba Marten-Büsing verheiratet und hat zwei Kinder.

## Werk
Büsing, dessen kompositorische Handschrift durch die von ihm selbst geprägten Begriffe der selektiven Reihentechnik, des materialen Kontrapunkts sowie der Spektralsynthese zu charakterisieren ist, komponiert Werke für so gut wie alle Gattungen. Seine Werke reichen von experimenteller Klaviermusik (Orion für Midi-Klavier – 2010) über Orgel- und Kammermusik sowie Liederzyklen bis hin zu Orchestermusik (Affaire 1998) und der Kammeroper Picknick im Felde (1997) nach Fernando Arrabal. Eine zentrale Stellung in seinem Œuvre nimmt Und ich erzähle ein, eine kompromisslos-moderne Ergänzung des siebensätzigen Fragmentes der Bachschen Markus-Passion BWV 247 nach Texten von Walter Jens (Neuübertragung des Markus-Evangeliums). 
Büsings Werke finden breite Resonanz im In- und Ausland. Besondere Zusammenarbeit unter anderem mit der Staatsoper Unter den Linden (Berlin), dem Theater Magdeburg, der Malmö opera och musikteater (Musiktheater Malmö), der Badischen Staatskapelle Karlsruhe, den Dresdner Sinfonikern, dem Philharmonischen Orchester Freiburg, den Nürnberger Philharmonikern, den Nürnberger Symphonikern, dem Ensemble Aventure, ensemble SurPlus und dem Offenburger Ensemble.
Produktionen und Mitschnitte vieler Kompositionen gibt es von allen großen deutschsprachigen Fernseh- und Rundfunkanstalten sowie Kooperation mit dem Ukrainischen Fernsehen und Radio.
Alle Werke sind verlegt bei der deutschen Edition Gravis.

## Auszeichnungen
- 1981: Niedersächsisches Nachwuchsstipendium für Komposition
- 1985–87: Stipendium der Mozart-Stiftung Frankfurt
- 1988/89: Studienaufenthalt in der Deutschen Akademie Rom Villa Massimo
- 2000: Kompositionspreis Kirchenmusik Baden-Württemberg

## Werke (Auszug)

### Bühnenwerk
- Picknick im Felde (1996/97). Musikalisch-szenische Farce nach Fernando Arrabal

### Orchesterwerke
- Affaire (1998). Für großes Orchester
- Konzert für Orgel und Orchester (2001)
- Picknick im Felde (1997/2007). Suite aus der gleichnamigen Oper

### Chorwerke
- Il Cantico delle Creature. Der Sonnengesang des Franz von Assisi (1987). Für gemischten Chor und 6 Instrumente
- Psalms of Qumran (1997). Für gemischten Chor und Percussion
- Das Licht der Engel (2002). Oratorische Weihnachtsszenen für Vokalsolisten, Sprecher, gemischten Chor, Kinderchor, Kammerorchester und Große Orgel
- Adonai (2008). Kantate nach Worten von Ingeborg Bachmann, Martin Buber und der Heiligen Schrift. Für Soli, gemischten Chor, Kinderchor, große Orgel und Orchester (Uraufführung auf dem Deutschen Evangelischen Kirchentag 2009 im Bremer Dom)

### Vokalmusik
- Und ich erzähle (1993). Ergänzung des Bachschen Fragmentes der Markus-Passion BWV 247 nach Walter Jens (Neuübertragung des Markus-Evangeliums). Für 4 Vokalsoli und 6 Instrumente
- Carissima amica (1998). 5 Gesänge nach Brieftexten von W. A. Mozart. Für Sopran und Klavier
- Schaut! Er kommt auf den Wolken! (1997). Nach Texten der Apokalypse des Johannes (Übertragung: Walter Jens). Für Koloratursopran, 3 Trompeten, Schlagzeug und Orgel
- The Table and the Chair (2005). Drei Nonsense-Songs für mittlere Stimme und Flügel 	mit Neben-Instrumenten
- Lieder von einer Insel (2006). Nach Ingeborg Bachmann. Für Bassbariton und Klavier
- Calypso (2009). Für 3 Tenöre, 3 Baritone und Bass

### Kammermusik
- Break (1995). Für Klavier und Kammerensemble
- Sounds and strikes (1996). Für Holzbläserquartett und Klavier
- Images virtuelles (1998). Für Klarinette, Bassklarinette und Klavier
- Saitenmusik (2003). Für Violine und Klavier
- Enthousiasis (2004). Für Streichquartett
- Flair (2006). Für vier Flöten
- Scena concertante (2006/7). Für Violine und Cymbal (Hammerflügel)
- mare sonorum (2009). Für Gambenconsort

### Klaviermusik
- 32 Variationen über ein Thema von Beethoven (1986)
- Strepitolino f(1999). Für 1 Flügel zu vier Händen mit Nebeninstrumenten
- Sonate 1 (2000)
- in die ferne/risalendo la lontananza (2008)
- Orion (2010). Für Midi-Klavier

### Orgelmusik
- Horizont/Horizon (1994)
- Change (1998)
- Jakobs Traum (2008)
- Das gläserne Meer (2008). Für Große Orgel und Orgelpositiv

### Solowerke für sonstige Instrumente
- music for a very old saxophone (2001)
- Astron (2004). Für Klarinette und Klavierresonanzen
- Fünf Préludes (2005). Für Gitarre
- Eisvogel (2014). Garkleinblockflöte

### Bearbeitungen
- Stimme im Dunkeln.  Nach Klavierliedern von Hellmut Coerper. Für Sopran und Orchester
- Marsch in B-Dur für Orchester.  Nach dem Marsch Op. 99 für Blasorchester von Sergej Prokofjew
- Fantasia und Fuga d-moll für Orgel. Nach der Violinsonate g-moll von Johann Sebastian Bach